# 西奥兰治
西奥兰治（英語：West Orange）是美国新泽西州埃塞克斯郡的一个鎮區，根据美国人口调查局2000年统计，共有人口44,943人，其中白人占67.55%、非裔美国人占17.46%、亚裔美国人占8.09%。
发明家、实业家托马斯·爱迪生于1931年10月18日在此逝世。